# Gumnište (Vučitrn)
Pour les articles homonymes, voir Gumnište.
Gumnishtë en albanais et Gumnište en serbe latin (en serbe cyrillique : Гумниште) est une localité du Kosovo située dans la commune/municipalité de Vushtrri/Vučitrn et dans le district de Mitrovicë/Kosovska Mitrovica. Selon le recensement kosovar de 2011, elle compte 65 habitants, tous albanais.

## Démographie

### Évolution historique de la population dans la localité
| 1948 | 1953 | 1961 | 1971 | 1981 | 1991 | 2011 |
| ---- | ---- | ---- | ---- | ---- | ---- | ---- |
| 362  | 408  | 487  | 467  | 300  | 364  | 65   |

|  |